# Championnats d'Europe de golf par équipes 2018
Les championnats d'Europe de golf par équipes 2018 ont lieu du 8 et 12 août 2018 à Gleneagles, au Royaume-Uni, dans le cadre des championnats sportifs européens 2018, première édition des championnats sportifs européens.

## Podiums
| Épreuves | Or                                                                                          | Argent                                                                    | Bronze                                                                |
| -------- | ------------------------------------------------------------------------------------------- | ------------------------------------------------------------------------- | --------------------------------------------------------------------- |
| Hommes   | Espagne Santiago Tarrío Ben David Borda                                                     | Islande Birgir Hafþórsson Axel Bóasson                                    | Italie Francesco Laporta Alessandro Tadini                            |
| Femmes   | Suède Cajsa Persson Linda Wessberg                                                          | France Justine Dreher Manon Mollé                                         | Grande-Bretagne Meghan MacLaren Michele Thomson                       |
| Mixte    | Islande Ólafía Þórunn Kristinsdóttir Birgir Hafþórsson Valdis Thora Jonsdottir Axel Bóasson | Grande-Bretagne Meghan MacLaren Liam Johnston Michele Thomson Connor Syme | Suède Daniel Jennevret Oscar Florén Johanna Gustavsson Julia Engström |

## Tableau des médailles
| Rang  | Nation          | Or | Argent | Bronze | Total |
| ----- | --------------- | -- | ------ | ------ | ----- |
| 1     | Islande         | 1  | 1      | 0      | 2     |
| 2     | Suède           | 1  | 0      | 1      | 2     |
| 3     | Espagne         | 1  | 0      | 0      | 1     |
| 4     | Grande-Bretagne | 0  | 1      | 1      | 2     |
| 5     | France          | 0  | 1      | 0      | 1     |
| 6     | Italie          | 0  | 0      | 1      | 1     |
| Total | Total           | 3  | 3      | 3      | 9     |